# ديريك فانلينت
ديريك فانلينت (بالإنجليزية: Derek Vanlint)‏ (و. 1932 – 2010 م) هو مخرج أفلام، ومصور سينمائي كندي، ولد في لندن، توفي في تورونتو، عن عمر يناهز 78 عاماً.

## وصلات خارجية
- ديريك فانلينت على موقع IMDb (الإنجليزية)
- ديريك فانلينت على موقع ألو سيني (الفرنسية)
- ديريك فانلينت على موقع أول موفي (الإنجليزية)
- ديريك فانلينت على موقع قاعدة بيانات الأفلام السويدية (السويدية)
- ديريك فانلينت على موقع قاعدة بيانات الفيلم (الإنجليزية)
- ديريك فانلينت على موقع كينوبويسك (الروسية)